# جيمس إي. فيرغسون
جيمس إي. فيرغسون (بالإنجليزية: James E. Ferguson)‏ هو مصرفي وسياسي أمريكي، ولد في 31 أغسطس 1871 في سالادو في الولايات المتحدة، وتوفي في 21 سبتمبر 1944 في أوستن في الولايات المتحدة. حزبياً، نشط في الحزب الديمقراطي. وقد انتخب حاكم ولاية تكساس (19 يناير 1915 – 25 أغسطس 1917).